# Kubra Khademi
Kubra Khademi (Kabul, 1989) es una artista multidisciplinar y activista feminista afgana, especialmente conocida por sus performances.

## Trayectoria
Vivió con su familia refugiada en Irán a los cinco años a causa de la guerra en Afganistán. A los diez años se trasladó con su familia a Pakistán. Poco después murió su padre. Su sueño era regresar a Kabul para estudiar arte. Logró convencer a su madre para que no la casara. En 2008 llegó a Kabul y más tarde logró estudió bellas artes en la Universidad de Kabul antes de asistir a la Universidad Nacional Beaconhouse en Lahore, Pakistán, con una beca. En Lahore, comenzó a crear actuaciones públicas, una práctica que continuó a su regreso a Kabul, donde su trabajo respondió activamente a una sociedad dominada por la política patriarcal extrema. Después de realizar su pieza Armadura en 2015, Khademi se vio obligada a huir de Afganistán debido a una fatwa y amenazas de muerte. Actualmente esta vive y trabaja en París. Ha descubierto, explica, que también las mujeres sufren violencia de género. "Exploro el sufrimiento, lo revisito" explica sobre su obra.

## Obra
A través de su práctica, Khademi explora su vida como refugiada y mujer.

### Kubra & Pedestrian Sign / Kubra et les bonhommes piétons (2016)
En este video, Khademi camina por las calles de París vestida como una señal de cruce de peatones. En lugar de una figura masculina verde o roja, el signo de cruce de Khademi muestra una figura femenina. El disfraz consiste en un vestido negro y una caja peatonal iluminada pegada a su cabeza; en la pieza, Khademi se ve de pie junto a los carteles de las calles y agrega la figura femenina al paisaje urbano.

### Eternal trial (2015)
Ensayo eterna es un vídeo que consiste en una toma larga de Khademi caminando a través de un campo vacío en Noyers, Francia. A medida que se acerca a la cámara, se revela que está recogiendo amapolas de un vestido blanco y las descarta en el campo detrás de ella.

### Armadura (2015)
En 2015, Khademi caminó por una calle de Kabul vestida con una armadura de metal hecha a medida que enfatizaba sus senos, las nalgas y las ingles. Debajo de la armadura, Khademi llevaba un hijab tradicional. "En mi país todos los hombres tienen la costumbre de agredir a las mujeres. Las violan, incluso en el seno de la familia las niñas son violadas por padres, hermanos (...) Todas las mujeres deberían llevar una armadura" Aunque originalmente se planeó que el trabajo tuviera una duración de veinte minutos, Khademi se vio obligado a abortar la presentación después de solo ocho minutos y buscar refugio en el automóvil de un amigo. 
El proyecto se inspiró en las experiencias personales de acoso de Kubra, tanto en la calle particular de Kabul donde ella realizó el trabajo, como en general desde su infancia. A través del proyecto, esperaba abordar el acoso sexual que enfrentan las mujeres en Afganistán a diario. Khademi ha declarado que la actuación exploró su vida como mujer y las limitaciones que conlleva ser mujer en Afganistán.   Después de la presentación, Khademi recibió muchas amenazas y mensajes abusivos. Como resultado, se vio obligada a huir de Afganistán a pie, y actualmente vive exiliada en Francia. Para Khademi, el resultado de su proyecto enfatizó los problemas del patriarcado extremo y el desequilibrio social en la sociedad afgana.

## Reconocimientos
- Después de huir de Afganistán y establecerse en Francia, Khademi recibió una beca MFA en la Universidad Pantheon Sorbonne y el Ministerio de Cultura Francesa le otorgó el título de Caballero de la Orden de las Artes y las Letras .[12]
- Fue artista destacada en WALKING WOMEN (2016), presentada por Walking Artists Network en Somerset House en Londres.[13]